# Нејханта (Џорџија)
Нејханта (енгл. Nahunta) град је у америчкој савезној држави Џорџија. По попису становништва из 2010. у њему је живело 1.053 становника.

## Демографија
Према попису становништва из 2010. у граду је живело 1.053 становника, што је 123 (13,2%) становника више него 2000. године.
| Група             | 2000.       | 2010.       |
| Белци             | 685 (73,7%) | 830 (78,8%) |
| Афроамериканци    | 226 (24,3%) | 181 (17,2%) |
| Азијати           | 3 (0,3%)    | 0 (0,0%)    |
| Хиспаноамериканци | 9 (1,0%)    | 22 (2,1%)   |
| Укупно            | 930         | 1.053       |